# Oliver Bluffs
Die Oliver Bluffs sind 1,6 km lange und größtenteils eisfreie Kliffs im Königin-Maud-Gebirge der antarktischen Ross Dependency. Sie ragen 10 km südsüdwestlich des Plunket Point in der Meyer Desert am Zusammenfluss von Beardmore-Gletscher und Mill-Gletscher nordwestlich der Dominion Range auf.
Das New Zealand Geographic Board benannte sie nach dem Geologen Robin Langford Oliver (1921–2001), der sie 1961 als Erster untersuchte. Die Kliffs sind der weltweit südlichste Fundort neogener Fossilien.